# Coreopsis spectabilis
Coreopsis spectabilis là một loài thực vật có hoa trong họ Cúc. Loài này được A.Gray mô tả khoa học đầu tiên năm 1861.